# PC-701 백두산
PC-701 백두산함(白頭山艦)은 대한민국 해군이 창설 후 처음으로 구입한 함포를 갖춘 군함이며, 미국의 PC-461급 구잠함(驅潛艦:잠수함을 탐지하고 공격할 능력을 갖춘 대잠 함정)으로, 원래 함명은 USS PC-823이다. 1943년 6월 2일 위스콘신주 스터전 베이의 리템 D. 스미스 조선소에서 진수되었고, 1944년 1월 15일 진수되었으며, 1944년 7월 24일 취역했다.
서대서양에 투입되어 해상 공중의 구조임무에 사용되었으며, 미국 해군에서 퇴역한 후 화이트헤드 소위(Ensign Whitehead)라는 이름으로 실습선으로 사용되다가, 1949년 10월 대한민국 해군에 이관되었다.
1949년 10월 17일 대한민국 해군은 백두산함(PC-701)이라 명명하였다. 한국 전쟁이 발발했던 1950년 6월 25일 백두산함은 대한해협 근해에서 병력 600여명과 탄약·식량 등을 실은 조선인민군 해군의 무장수송선을 격침시킴으로써, 사실상 북한군의 보급로를 차단시키는 데 효자노릇을 했다.
휴전 후에도 대한민국 해군에서 한동안 계속 사용하다가 함체의 부식과 노후화로 인하여 1959년 7월 1일을 마지막으로 퇴역하였다. 함체는 폐선 처리되어 고철로 매각되었으며, 중앙에 설치되어 있던 마스트(돛대)만이 1965년 해군사관학교 안에 보존되어 있다. 현재 백두산함 돛대는 2010년 6월 25일 대한민국의 국가등록문화재 제 463호로 지정되었다.

## 대한민국 해군
1945년 11월 11일, 조선해안경비대가 창설되었을 때, 조선해안경비대에는 LCVP와 경목 초계함만 있었다. 대한민국 해군의 초대참모총장인 손원일 제독은 노후화된 배들을 대체하는 새로운 해군 배의 필요성을 강조했다. 그러나, 대한민국은 일본 제국으로부터 독립한 직후에 매우 가난했다. 새로운 배를 구입하기 위한 천연 자원과 경제적인 수단이 없었다. 따라서, 대한민국은 새로운 배의 비용을 스스로 모으기로 결정했고, 1949년 6월 '함정건조 각출위원회'를 조직했다. 최고 장교에서 생도까지, 그들은 월급의 5%에서 10%를 지불했고, 일부 중정들은 더 많은 돈을 벌기 위해 고철을 팔았고, 그들의 아내는 빨래와 바느질을 해서 돈을 벌도록 도왔다. 4개월 후, 기부금 15,000달러를 모았다. 그러나, 이 돈으로 군함를 사기에는 충분하지 않았다. 그러자 이승만 정부는 정부 예산 45,000달러를 지원해서 총 6만달러를 모았다.
1949년 10월 17일, 한국은 마침내 미국 상선학교의 훈련함인 엔사인 화이트헤드호(구 USS PC-823)를 당시 미화로 1만 8천달러를 지불하고 인수했다. 15명의 해군 장교들이 군함를 고치기 위해 미국에서 두 달 동안 머물렀다. 그 배의 상태가 너무 좋지 않아서 유일하게 작동하는 것은 엔진뿐이었다. 마침내, 1949년 12월 26일, 뉴욕에서 한국 최초의 원양 항해 해군 함정인 백두산호(PC-701)가 태어났다. 뉴욕에서 출항한 이후, 3인치 함포는 하와이 해군기지에서 장착되었고, 100발의 포탄은 괌에서 구입되었다. PC-701은 한국전쟁이 발발하기 두 달 전인 1950년 4월 10일, 마침내 진해 해군기지에 도착했다. 100발의 포탄만 있어서, 승조원들은 주포를 쏘는 것이 아니라, 주포를 쏘는 연습만 할 수 있었다.
1950년 6월 25일 오후 3시, 백두산함은 '동해안으로 쳐들어온 적 상륙 특공대를 격멸하라!'하라는 해군본부 명령에 따라 긴급출동했다. 밤 9시반 부산항에서 약 20마일 떨어진 곳에서 선원들은 정체불명의 선박을 발견했다. PC-701은 발광신호을 이용하여 괴선박에 연락했지만 응답을 받지 못하고 괴선박에게 탐색등을 돌렸다. 그 불빛에 1,000톤의 무장수송선이 드러났고 60명에서 1,000명으로 추정되는 조선인민군 해군 소속 군인들이 갑판에 모여 있었다. 무장수송선의 앞쪽에는 85mm 함포가 장착되었고 뒤쪽에는 중기관총이 장착되어 있었다. 그 총성은 PC-701의 조타실를 강타하여 조타수가 사망하고 갑판장이 심각하게 다쳤다. 백두산함는 다시 함포사격을 가했고 그 무장수송선과 치열한 교전이 발생했다. PC-701의 퇴역 군인들에 따르면, 정확성과 침투력을 높이기 위해, PC-701은 무장수송선으로부터 400미터 이내로 접근했다. 그 선원들은 북한 군인들이 PC-701로 수영하는 것을 막기 위해 그들의 M1 개런드를 사용해야 했다. 그 무장수송선은 부산과 쓰시마 섬 사이에 가라앉았다. 이것은 근대 대한민국 최초의 전투였고, 대한해협 해전로 알려져 있다.
대한해협 전투 이후, 백두산함는 인천상륙작전등 한국전쟁 기간동안 많은 전투에서 참전했다. 전쟁이 끝난 후, 백두산함은 1959년 7월 1일에 퇴역하고 해체되었다.
운이 좋은 PC-701의 위치와 승무원들의 전투성을 제외하고는, 북한군은 중요한 부산항에 성공적으로 상륙했을 것입니다. 부산항의 열악한 방어태세는 쉽게 패배로 이어질 수 있었다. 그런 경우, 작은 규모의 부산항조차도 유엔군의 반격을 지원하기 위해 남아있지 않았을 것이다. 이 한 번의 해군작전으로 대한민국의 멸망을 막을 수 있었던 것이다.

## 동급함정
- en:USS PC-815
- en:USS Altus (PC-568)
- en:USS Gilmer (PC-565) - 독일의 U-521 잠수함을 격침, 52명 중 유일한 생존자인 함장 1명만 구조했다. 2차대전 동안 2개의 배틀스타를 받았다.
- en:USS PGM-18
- en:USS PC-1264
- en:USS PC-1168 - 퇴역한 다음 중화민국에 수출되어 PC-116 라고 명명되었다.